# Phanarioten
Als Phanarioten (griechisch Φαναριώτες) werden im weiteren Sinne alle Istanbuler Griechen bezeichnet, die heute nur noch wenige tausend Köpfe zählen. Während auch nach dem Ersten Weltkrieg und der Gründung der Republik Türkei 1923 noch zahlreiche Griechen in Istanbul lebten, setzte nach dem sogenannten Pogrom von Istanbul am 7. September 1955 ein massiver Exodus ein.
Unter der Bezeichnung Phanarioten versteht man im engeren Sinne, insbesondere in den Ländern des ehemaligen Osmanischen Reichs auf dem Balkan, einen kleinen Kreis wohlhabender und politisch einflussreicher byzantinischer bzw. osmanischer Adelsfamilien, die im Osmanischen Reich des 17./18. Jahrhunderts die Oberschicht in Phanar, einem Stadtteil Konstantinopels, bildeten.
Vor allem griechische Kaufleute und Priester von adliger byzantinischer Herkunft, die wirtschaftlichen Wohlstand und politischen Einfluss erworben hatten, ließen sich im äußersten Nordwesten Konstantinopels nieder, wo sich die griechischen Interessen konzentrierten. Der Ökumenische Patriarch hatte hier ein Haus in der Nähe der ihm überwiesenen Kirche St. Georg erbaut und sein Hauptquartier eingerichtet (nachdem die Hagia Sophia in eine Moschee umgewandelt und die Apostelkirche abgerissen worden war). Die Griechen galten im Osmanischen Reich bis zum griechischen Unabhängigkeitskrieg als besonders loyale nichtmuslimische Untertanen. Später schlossen sich auch bulgarische und hellenisierte bulgarische Familien den Phanarioten an.

## Phanariotenzeit

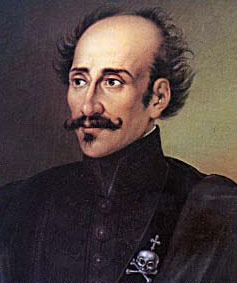
Alexander Ypsilantis (1792–1828)

Unter der Phanariotenzeit wird die Epoche zwischen 1711 (Moldau) bzw. 1715 (Walachei) und 1821 verstanden, als die moldauischen und walachischen Bojaren nicht mehr das Recht hatten, einen Fürsten aus ihren Kreisen zu wählen. In dieser Zeit wurden Phanarioten durch das Osmanische Reich zu Gospodaren der Walachei und der Moldau ernannt, übernahmen wichtige Posten in Armee und Regierung und wurden zum Teil in europäischen Ländern als Botschafter tätig. Die Phanariotenzeit endet mit der Erhebung unter Tudor Vladimirescu bzw. Alexander Ypsilantis im Jahre 1821.

## Die Phanarioten im griechischen Freiheitskampf
Zu den griechischen Freiheitskämpfen der 1820er Jahre trugen sie in doppelter Hinsicht bei: Das Recht zur Steuereintreibung bei den Christen, für die Phanarioten zuständig waren, wurde häufig zur eigenen Bereicherung missbraucht, indem bei den christlichen Völkern der Provinz, Griechen wie Nichtgriechen, immer höhere Abgaben erhoben wurden. Allerdings verfolgten nicht alle Phanarioten diese Praxis, einige trugen maßgeblich zur Finanzierung des Aufstands bei. Es gab unter den Freiheitskämpfern etliche Phanarioten, die im Kampf für die Ideale eines unabhängigen demokratischen Nationalstaats eine tragende Rolle gespielt haben. Unter anderem gehört auch Alexander Ypsilantis zu ihnen. Dennoch waren es ironischerweise gerade weite Teile der gebildeten Schichten der Griechen, die der aufgeklärten Idee des eigenen Nationalstaates nach französischem Vorbild nicht viel abgewinnen konnten.
Nachdem der griechische Staat seine Unabhängigkeit erlangt hatte, spielten Phanarioten im neu gegründeten Staatswesen eine wichtige Rolle. Mit Alexandros Mavrokordatos stellten sie den ersten griechischen Premierminister.

## Bedeutende phanariotische Familien
- Argyropoulos
- Bogoridi (Vogoride), eine teilweise hellenisierte bulgarische Knjazenfamilie
- Callimachi (Călmașu)
- Chantzeris
- Kantakuzenos
- Caradja (Karadja, Caragea oder Karatzas)
- Karatheodori
- Kavadas (Kavvadas)
- Ghikas (Ghica, Ghyka oder Ghika)
- Mavrokordatos
- Mourousis (Moruzi)
- Photeinos (Fotinos oder Foteinos)
- Racoviță (auch Racovitza), eine teilweise hellenisierte walachische und moldauische BojarenFamilie
- Rosetti
- Stourdza
- Soutzos (auch Suțu oder Sutzu)
- Ypsilantis (auch Ipsilanti oder Ypsilanti), ursprünglich aus Trabzon stammend

## Bedeutende Personen phanariotischer Abstammung
Auch heute noch gibt es in Rumänien Personen phanariotischer Abstammung, die im öffentlichen Leben des Landes bedeutende Positionen bekleiden. Im ersten Kabinett der Regierung von Premierminister Emil Boc war etwa Theodor Paleologu, der Sohn des Schriftstellers Alexandru Paleologu, von 2008 bis 2009 Minister für Kultur.